# 天主教昆士敦教區
天主教昆士敦教區（拉丁語：Dioecesis Civitatis Reginae seu Queenstovensis）是南非一個羅馬天主教教區，屬開普敦總教區。

## 歷史
教區的前身是一個自治傳教區，成立於1929年2月20日，1938年3月29日升格為宗座監牧區，1948年12月9日升為代牧區，1951年1月11日升為教區。

## 現況
教區位於東開普省中部。2010年有教友52,600人（佔轄區總人口2.3%）、卅一個堂區、二十三名司鐸。現任教區主教為達布拉·安多尼·姆帕科。